# Watertoren (Kwintsheul)
De watertoren in Kwintsheul, gebouwd in 1900, dient als besproeiingsinstallatie van de kassen op Holle Watering 26, een rijksmonument en druivenkwekerij.
Gebouwd van ijzer met een los motorhuis, vanwege de uitoefening van het tuindersbedrijf.
De watertoren bestaat uit een op een driedelig vakwerk staalskelet met trekstangen geplaatst vierkant ijzeren waterreservoir, met klinknagels. Naar het reservoir is een ijzeren ladder geplaatst. Het later vernieuwde motorhuis voor de elektromotor is binnen het skelet geplaatst en heeft gerabatte delen en een flauw hellend lessenaarsdak.
De watertoren is van algemeen belang vanwege de cultuurhistorische waarde, als zeldzaam geworden onderdeel van een vroeg-20e-eeuws tuindersbedrijf, een druivenkwekerij, (bouwjaar 1900), verbonden met de ontwikkeling van de regionaal en nationaal belangrijke Westlandse tuinbouw. De watertoren is van algemeen belang vanwege de architectuurhistorische waarde, gelegen in de gaafheid van de constructie en de typologie. De (voormalige) watertoren heeft ensemblewaarde vanwege de functionele en ruimtelijke samenhang met de overige onderdelen van de druivenkwekerij.

## Afbeeldingen

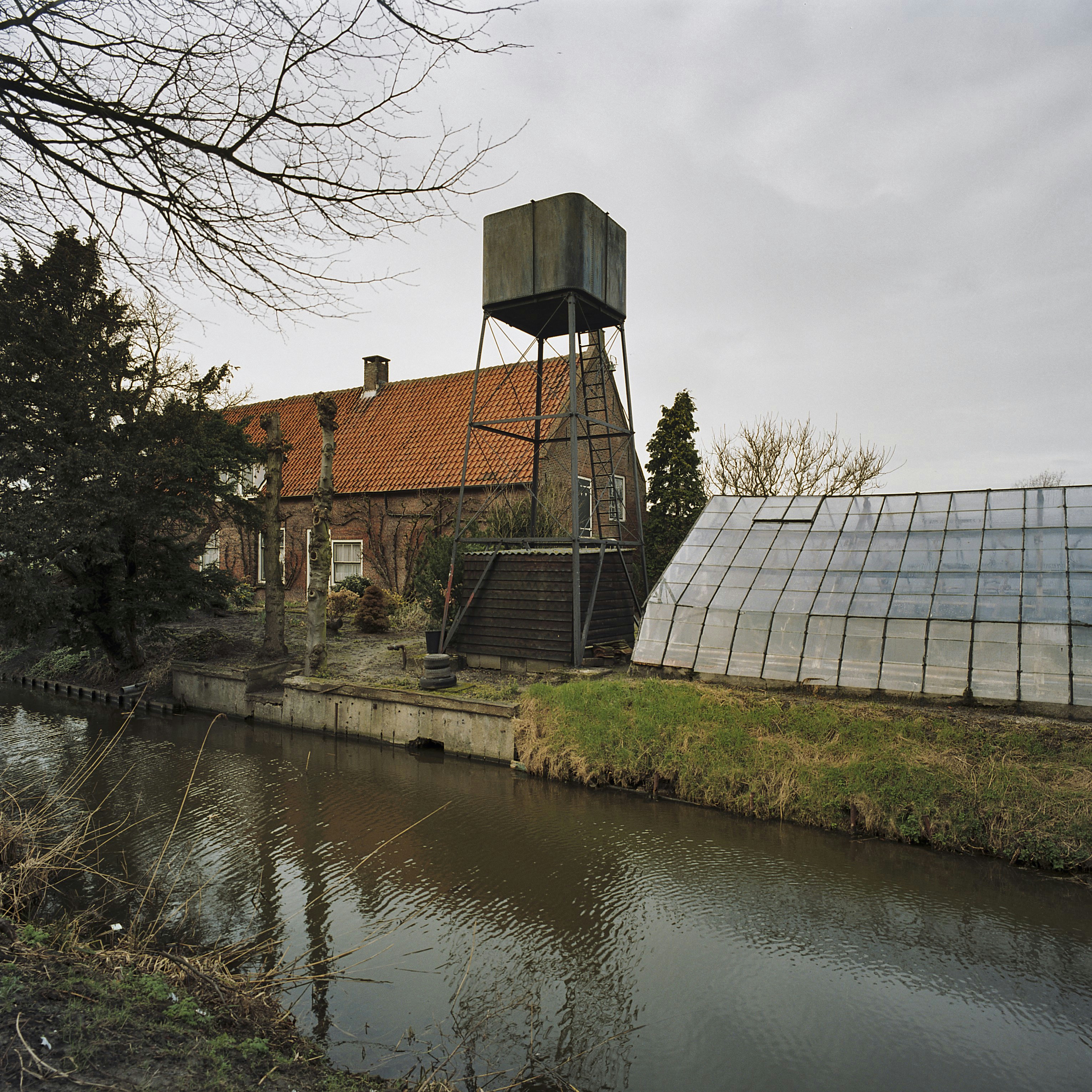
2004
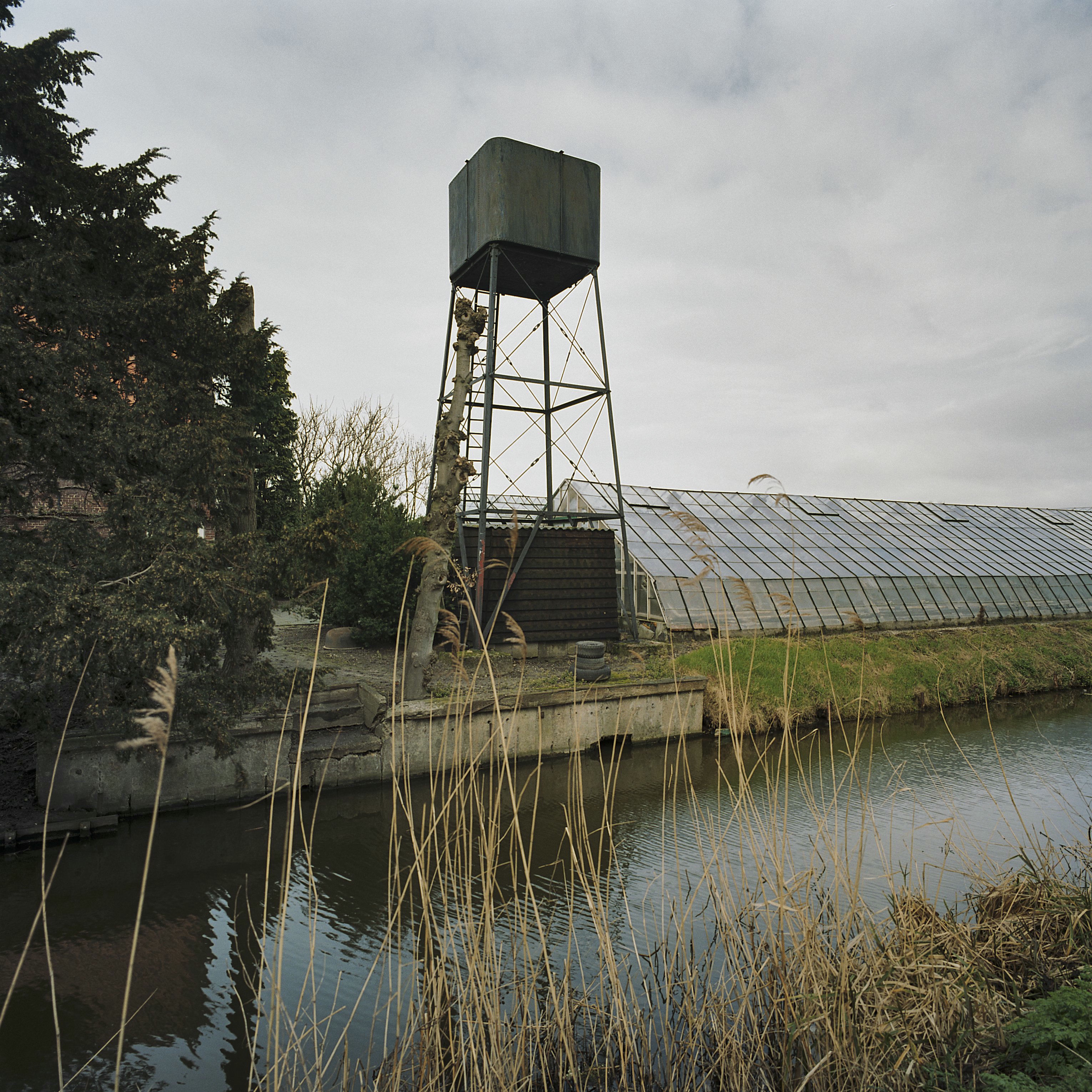
2004